# Herrarnas C-1 1000 meter i kanotsport vid olympiska sommarspelen 1984
Herrarnas C-1 1000 meter vid olympiska sommarspelen 1984 hölls på Lake Casitas i Los Angeles. 

## Medaljörer
| Gren           | Guld                      | Silver            | Brons                          |
| C-1 1000 meter | Ulrich Eicke Västtyskland | Larry Cain Kanada | Henning Lynge Jakobsen Danmark |

## Resultat

### Heat
| Heat 1 |                              |         |    |
| 1.     | Ulrich Eicke (FRG)           | 4:10,10 | QF |
| 2.     | Larry Cain (CAN)             | 4:20,10 | QF |
| 3.     | Timo Grönlund (FIN)          | 4:20,39 | QF |
| 4.     | Stephen Train (GBR)          | 4:21,71 | QS |
| 5.     | Francisco López (ESP)        | 4:34,94 | QS |
| -      | Philippe Renaud (FRA)        | DISQ    |    |
| Heat 2 |                              |         |    |
| 1.     | Henning Lynge Jakobsen (DEN) | 4:14,59 | QF |
| 2.     | Costicǎ Olaru (ROU)          | 4:15,36 | QF |
| 3.     | Bruce Merritt (USA)          | 4:22,59 | QF |
| 4.     | Kiyoto Inoue (JPN)           | 4:28,05 | QS |
| 5.     | Göran Backlund (SWE)         | 4:28,31 | QS |

### Semifinal
| Semifinal |                       |         |    |
| 1.        | Stephen Train (GBR)   | 4:23,15 | QF |
| 2.        | Kiyoto Inoue (JPN)    | 4:23,73 | QF |
| 3.        | Francisco López (ESP) | 4:29,50 | QF |
| 4.        | Göran Backlund (SWE)  | 4:31,04 |    |

### Final
| Gold   | Ulrich Eicke (FRG)           | 4:06,32 |
| Silver | Larry Cain (CAN)             | 4:08,67 |
| Bronze | Henning Lynge Jakobsen (DEN) | 4:09,51 |
| 4.     | Timo Grönlund (FIN)          | 4:15,58 |
| 5.     | Costicǎ Olaru (ROU)          | 4:16,39 |
| 6.     | Stephen Train (GBR)          | 4:16,64 |
| 7.     | Bruce Merritt (USA)          | 4:18,17 |
| 8.     | Kiyoto Inoue (JPN)           | 4:18,72 |
| 9.     | Francisco López (ESP)        | 4:23,92 |